# Biba Sakurai
Biba Sakurai (桜井 美馬, Sakurai Biba, née le 8 juin 1989) est une patineuse de vitesse sur piste courte japonaise.

## Carrière
Biba Sakurai représente le Japon aux Jeux olympiques d'hiver de 2010.
En 2011, elle reçoit une médaille de bronze au 1500 mètres aux Jeux asiatiques.
En 2013, elle obtient le bronze au relais féminin en Coupe du monde à Debrecen.